# Övre Skärsjön
Övre Skärsjön är en sjö i Skinnskattebergs kommun i Västmanland och ingår i Norrströms huvudavrinningsområde. Sjön är 32 meter djup, har en yta på 1,7 kvadratkilometer och befinner sig 219 meter över havet. Sjön avvattnas av vattendraget Uggelforsån. Vid provfiske har abborre, gädda och mört fångats i sjön.

## Delavrinningsområde
Övre Skärsjön ingår i det delavrinningsområde (663678-148520) som SMHI kallar för Utloppet av Övre Skärsjön. Medelhöjden är 232 meter över havet och ytan är 8,77 kvadratkilometer. Det finns inga avrinningsområden uppströms utan avrinningsområdet är högsta punkten. Uggelforsån som avvattnar avrinningsområdet har biflödesordning 4, vilket innebär att vattnet flödar genom totalt 4 vattendrag innan det når havet efter 205 kilometer. Avrinningsområdet består mestadels av skog (80 procent). Avrinningsområdet har 1,64 kvadratkilometer vattenytor vilket ger det en sjöprocent på 18,7 procent.